# Contea di Pendleton (Kentucky)
La contea di Pendleton (in inglese Pendleton County) è una contea dello Stato del Kentucky, negli Stati Uniti. La popolazione al censimento del 2000 era di 14 390 abitanti. Il capoluogo di contea è Falmouth.